# هيرميس نيفيس سواريس
هيرميس نيفيس سواريس (بالبولندية: Hermes)‏ (بالبرتغالية: Hermes Neves Soares‏) هو لاعب كرة قدم بولندي وبرازيلي في مركز الوسط، ولد في 19 سبتمبر 1974 في ساو باولو في البرازيل. شارك مع منتخب البرازيل تحت 20 سنة لكرة القدم. أما مع النوادي، فقد لعب مع سانتو أندريه وكورونا كييلتسى ونادي إيتوانو ونادي باهيا ونادي ريو برانكو ونادي كورينثيانز وويدزي لودز وياغيلونيا بياويستوك.

## وصلات خارجية
- هيرميس نيفيس سواريس على موقع الاتحاد الدولي (مؤرشف)  (الإنجليزية)
- هيرميس نيفيس سواريس على موقع الاتحاد الأوربي (الإنجليزية)
- هيرميس نيفيس سواريس على موقع قاعدة بيانات كرة القدم.إي يو (الإنجليزية)